# Спасская церковь (Совье)
Це́рковь Спа́са Нерукотво́рного в селе Совье — православный храм Слободского благочиния Вятской епархии Русской православной церкви. Построена вместо ветхой деревянной холодной Алексеевской церкви. Официальной датой постройки церкви считается 12 марта 1765 года.

## История

### Деревянная церковь во имя Алексия, человека Божия
Изначально в селе Совье была построена деревянная холодная православная церковь во имя Алексия, человека Божия. Впоследствии церковь неоднократно перестраивалась в связи с ветхостью. Первое упоминание о Совье Раменье зафиксировано в 7101 году (1593 году) в книге: «1593-1616 Книги Вятские всех Вятских пяти городов оброчным и льготным деревням и починком и сенным покосом и рыбным ловлям и всяким угодьям со 101 году».
В 1615 году в дозорной книге князя Звенигородского значится «в Верховском стане на Совье Раменье погост стал вново, церковь деревянная теплая с трапезою Алексия Человека Божия».
В 1629 году по Писцовой книге Доможирова значится "в Верховском стане на Совье Раменье церковь во имя Алексия, человека Божия. В селе 4 двора церковников, к нему приписаны 12 деревень, 3 починка и 6 займищ.
Иван Борисович Доможиров и подьячий Иван Кокушкин так описывали церковь: «В Верховском же стану погост на Сове раменье, а на погосте церковь во имя Человека Божия Алексея деревянная клецки, а в церкви Божия милосердия: Деисус на празелени, а в нём семь образов, да образ местной Человека Божия с деянием на празелени, не обложен, венец серебряно позолочен, а в нём три камени, да гривна серебряная позолочена басменная, да две гривны серебряные, да крест серебряной чеканной, да 16 новогородок серебряных незолоченых; да образ нерукотворной Спасов, да Николы Чудотворца, да Воскресение Христово на празелени, да образ Пречистые Богородицы напрестольной, у неё венец серебряной золочен басменной; да на престоле крест воздвизалной, Евангиле напрестольное, Евангелисты медные, печать литовская. Да сосуды оловянные, а покровы крашенинные; да кандило медное, укропник медной, да книг: Апостол да Служебник, два Охтая, три Минеи Месечных, да Часовник, да Минея Месечная печать московская. Да ризы да стихарь полотняные, оплечье бархатные, две Треоди Постная да Цветная да полууставе да Псалтырь письменные да Ермолой знамение. Все строене мирское.»
В 1631 году была срублена и построена новая церковь и освящена 12 марта 1637 года во имя Алексия, человека Божия. В 1652 году в селе было две деревянные церкви. В 1685 году деревянная Алексеевская церковь была ветхой, вследствие чего Преосвященный иона епископ Вятский и Великопермский разрешил «у старой церкви паперть отломать и в церкви стену высечь и печь разломать и потолок разобрать и подволоку вновь забрать и ту теплую церковь построить холодною». В то же время была заложена новая теплая церковь, постройка которой продолжалась около семи лет. Она была освящена в 1689 или 1690 гг. Когда церковь пришла в ветхость, то вместо неё была выстроена новая деревянная церковь. В 1765 году в селе были две деревянные церкви теплая и холодная во имя Алексия Человека Божия, последняя очень ветхая. Село являлось центром Совьинской волости, состоящей из 43 деревень.

### Строительство каменной церкви
Храмозданной грамотой № 418 от 12 марта 1765 года, Преосвященный Варфоломей, Епископо Вятский и Великопермский благословил строить каменную Церковь в честь Нерукотворного Образа Спасителя, а ветхую холодную Алексеевскую церковь разобрать, на что был дан указ Вятской духовной консистории № 1504 от 9 декабря 1765 года.
В построенной каменной церкви было два престола: в холодной в честь Нерукотворного Образа Спасителя, освящен 5 октября 1781 года; и в теплой во имя Алексия Человека Божия, освящен в 1772 году.
В 1853 году, во исполнение прошения священников Никандра Кибардина и Дмитрия Мышкина, диаконов Дмитрия Вознесенского, Андрея Смышлова и Стефана Зонова, пономарей Симеона Шерстенникова и Ивана Юферева, церковного старосты Василия Загарских, подписывающего выборного Семена Лопаткина, было получено дозволение завести колокол в Спасской церкви села Совье.
В 1890 году теплая церковь перестроена и расширена. В церкви три престола: в холодной в честь Нерукотворного Образа Спасителя, в теплой правый во имя Алексия Человека Божия и левый в честь собора Пресвятой Богородицы, освящен 10 декабря 1895 года.

### Послереволюционный период
Декретом СНК РСФСР от 23.01.1918 года Церковь была отделена от государства.
В 1919 году решением Слободского совета народного хозяйства из церкви были конфискованы все серебряные, включая позолоченные изделия. Затем и саму церковь закрыли. Продолжительное время церковь не действовала. Здание было частично разрушено.

### Восстановление церкви
В настоящее время в церкви идут реставрационные работы.
Назначены священнослужители. Проводятся богослужения.
16 ноября 2017 года на крыше церкви был установлен крест. Накануне крест освятил Благочинный Слободского округа настоятель Троицкой церкви протоиерей Евгений Смирнов.
25 апреля 2018 года впервые с момента закрытия церкви состоялось венчание.

## Описание
В 1873 году церковь состояла из двух Престолов: в летнем храме в честь Нерукотворного Образа Спасителя, в зимнем во имя Преп. Алексея человека Божия.
Причт церковный состоит из двух священников, диакона, двух дьячков и двух пономарей. Все они, кроме одного священника, имеют казенные квартиры в церковных домах. Земли при церкви усадебной 3 дес., пахатной и сенокосной 33 дес.; но сенокосною и пахатною землею священно-церковно-служители не пользуются, а по условию с прихожанами получают от них мерную ругу: с венца священник получает 9 гарнцев ржи и столько же овса, каждый в одной половине прихода, диакон по 3 гарнца ржи и овса по всему приходу, а причетники но 3 гарнца, каждые два в части одного священника.
К приходу принадлежат, кроме села, 68 деревень; дальние деревни от церкви в 12 в.; прихожан 2025 м п. и 2396 ж. п.
Ближайшие села: с востока Шестаково в 17 вер., с запада Бобино в 20 в., с севера Лекма в 22 в.
В 1912 году в селе Совье значится Спасская церковь, каменная, построена в 1765 году; расстоянием от города Вятки в 35 в., от уездного города и от благоч. в 20 вер.; при деревне Рязановской строится каменная церковь, а при починке Веселовском строится часовня; причта по штату положено: 2 св., 1 д., 2 пс.; квартиры для причта казенные; земли: усад. 3 д., пах. и сен. 66 д., пахотною землею духовенство не пользуется; средствами содержания причта служат руга и вознаграждения за требоистравления; руги собир. на весь причт до 170 п. ржи и 225 п. овса; прихожан: правосл. рус. 2671 м п., 3032 ж. п.; приход состоит из 71 селения, расст. 1 — 11 вер. Село расположено в полугоре, на плоской местности, к югу простирается обширный луг, недалеко от села протекает речка Сорочиха, а к северу, западу и востоку расположены возвышенности. В приходе четыре школы: в селе министерская и ц.-п., а остальные две земские в деревнях Поповщинской в 8 вер. и Башаровской.

## Документы
По благодати, дара и власти всесвятаго и животворящего Духа, данный нам от Самого Великого Архиерея Господа нашего Иисуса Христа чрез святые и священные Его Апостолы и их наместники и преемники. Благословили мы и дали сию храмозданную грамоту епархии нашей Слободского уезда, села Совьинскаго, Алексиевской церкви священно и церковнослужителем и старосте церковному с приходскими людьми по прошению оных, вместо обветшавшей холодней Алексия Человека Божия, построить вновь каменную во имя Господа Бога и Спаса нашего Иисуса Христа Нерукотворного Его Спасителева Образа с приделом святого и праведного Алексия Человека Божия церковь, и когда сооружены будут, тогда убрать те церкви иконостасами и святыми иконами и прочим церковным благолепием, как святые правила и церковные уставы повелевают, по подобию других грекороссийских церквей, и оные святые иконы написаны бы были самым добрым и искусным мастерством, по греческому обыкновению, а не по раскольнически, престолы построить по силе присланного из Святейшего Правительствующего Синода в прошлом 1734 году Октября 28 дня указа пропорциональные, а именно: в вышину аршина шести вершков и со доскою, в длину аршина осми вершков, в ширину аршина четырёх вершков, да и жертвенники поставить на восток так, как и престолы, и все ко освящению той церкви подлежащее изготовить, яко то: церковные сосуды были серебренные, а по самой необходимой нужде оловянные, из чистого олова сделанные, и алтарные одежды и священнослужительские облачении шелковые, и книгами всего церковного круга удовольствованы бы были новоисправными и те книги на имя тоя церкви по листом подписать. А когда та церковь построена будет правильно и все оное приличествующее ко освящению со всем изготовлено будет, тогда о освящении, с засвидетельствованием заказчика, подать нам доношение немедленно; а ежели те церкви построены будут не по силе святых отец правил и священно и церковнослужителем в земле или руге, указного удовольствия учинено не будет, то оная церковь, за таковым неудовольствием, освящена не будет.
Писана в богоспасаемом граде Хлынове в духовной нашей Консистории. 1765 года марта 12 дня № 418.
На подлинной грамоте Его Преосвященством подписано такое: Божьею милостью смиренный Варфоломей, Епископо Вятский и Великопермский.
При той же грамот на красном воску печать приложена.
Подлинную грамоту, со взятием двадцати пяти копеек денег под № 5, староста церковный Артемей Загарских для отдачи священноцерковнослужителем принял, а вместо его и расписался пристав Егор Злобин.
Примечание: Отпуск в деле Вятской Духовной Консистории 1764 г., № 4; проверено с присланной причтом села Совьинского копией подлинной грамоты, коя хранится в местной церкви.
В соответстви с Указом Президента Российской Федерации от 20 февраля 1995 года N 176 «Об утверждении Перечня объектов исторического и культурного наследия федерального (общероссийского) значения» Спасская церковь 1765 года в селе Совье Слободского района Кировской области отнесена к объектам исторического и культурного наследия как памятник градостроительства и архитектуры.

## Архитектура
Холодный храм построен в виде квадрата; вышина его 12 саж., длина и ширина по 4 саж. Своды стрельчатые и полукруглые.
Алтарь сходится полукружием, своды в нём полукруглые.
Теплая церковь во имя св. Алексия человека Божия того же плана, имеет в вышину 3 1/2 саж., шириной и длиной по 6 саж.
Стены выложены из тяжеловесного (18 ф.) кирпича, средина их засыпана бутом; снаружи он гладкий; между окон поставлены полукруглые колонки; у окон сделаны фигурные наличники. Под крышей вокруг церкви обведен кирпичный карниз из зубчиков.
Кровля на холодном храме восьмискатная, на теплом двускатная; глава одна, восьмигранная.
Иконостас холодного храма пятиярусный, теплого — одноярусный.
Из икон замечательны: Казанской Божьей Матери и Смоленской Божьей Матери, убранные жемчугом и драгоценными камнями.
На стенах над окнами и проходами из теплой церкви в холодную, по куполу последней и на сводах теплой церкви сделаны алебастровый рамки с херувимами; в холодной церкви выше окон проходит алебастровый узорчатый пояс. Колокольня каменная, восьмигранная, построена позже церкви.